# Emil Esche

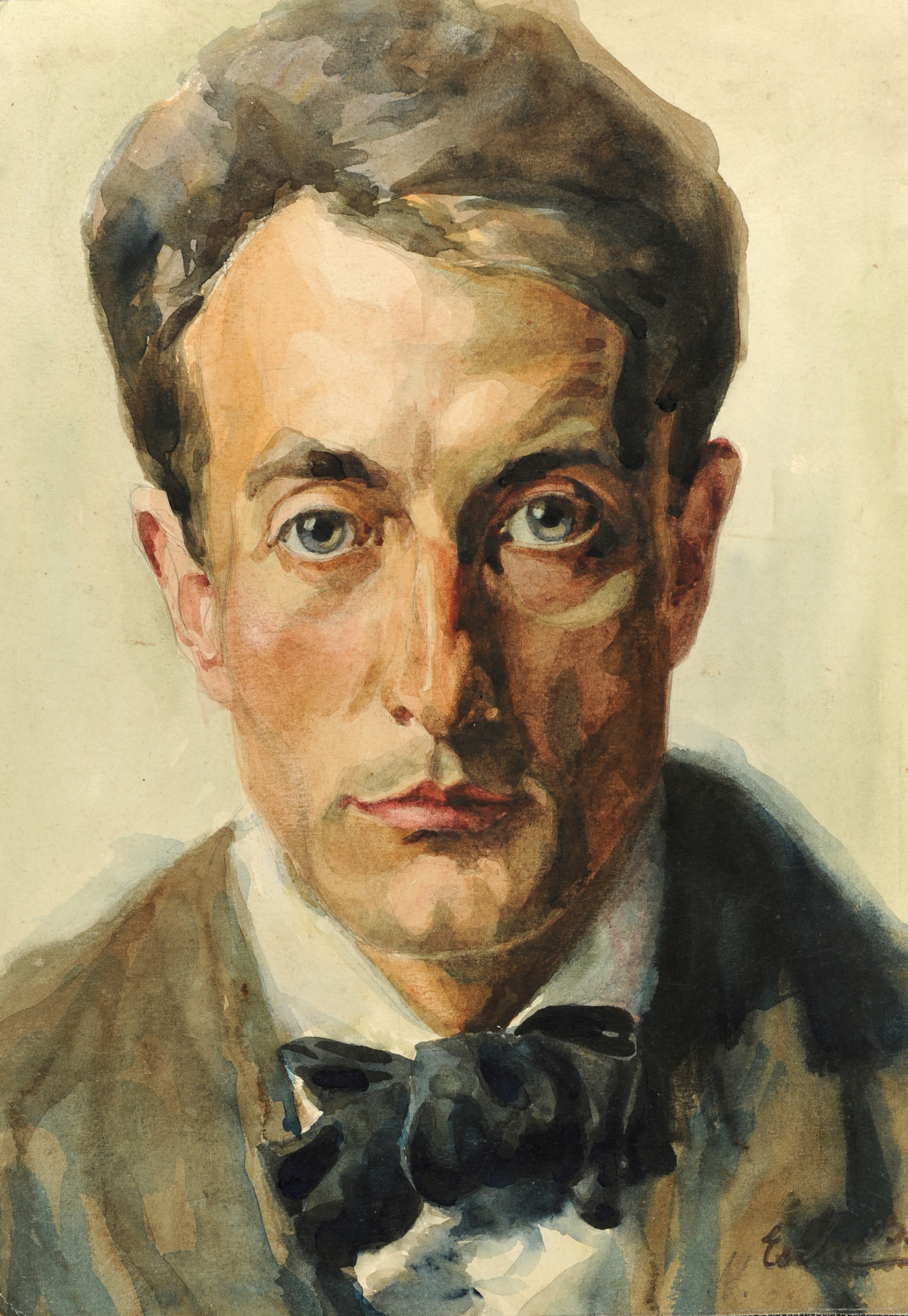
Emil Esche (Selbstporträt)

Emil Esche (* 27. August 1896 in Schlößchen-Porschendorf; † 23. August 1948 in Augsburg-Kriegshaber) war ein deutscher Maler. 

## Leben
Emil Esche wurde 1896 in Schlößchen-Porschendorf, etwas südwestlich von Zschopau im sächsischen Erzgebirgskreis geboren. Seine Eltern waren der Geschirrführer Friedrich Emil Esche (1873–1920) und dessen erste Ehefrau Julianna Augustowicz, genannt Rosenmeier (1872–1903).

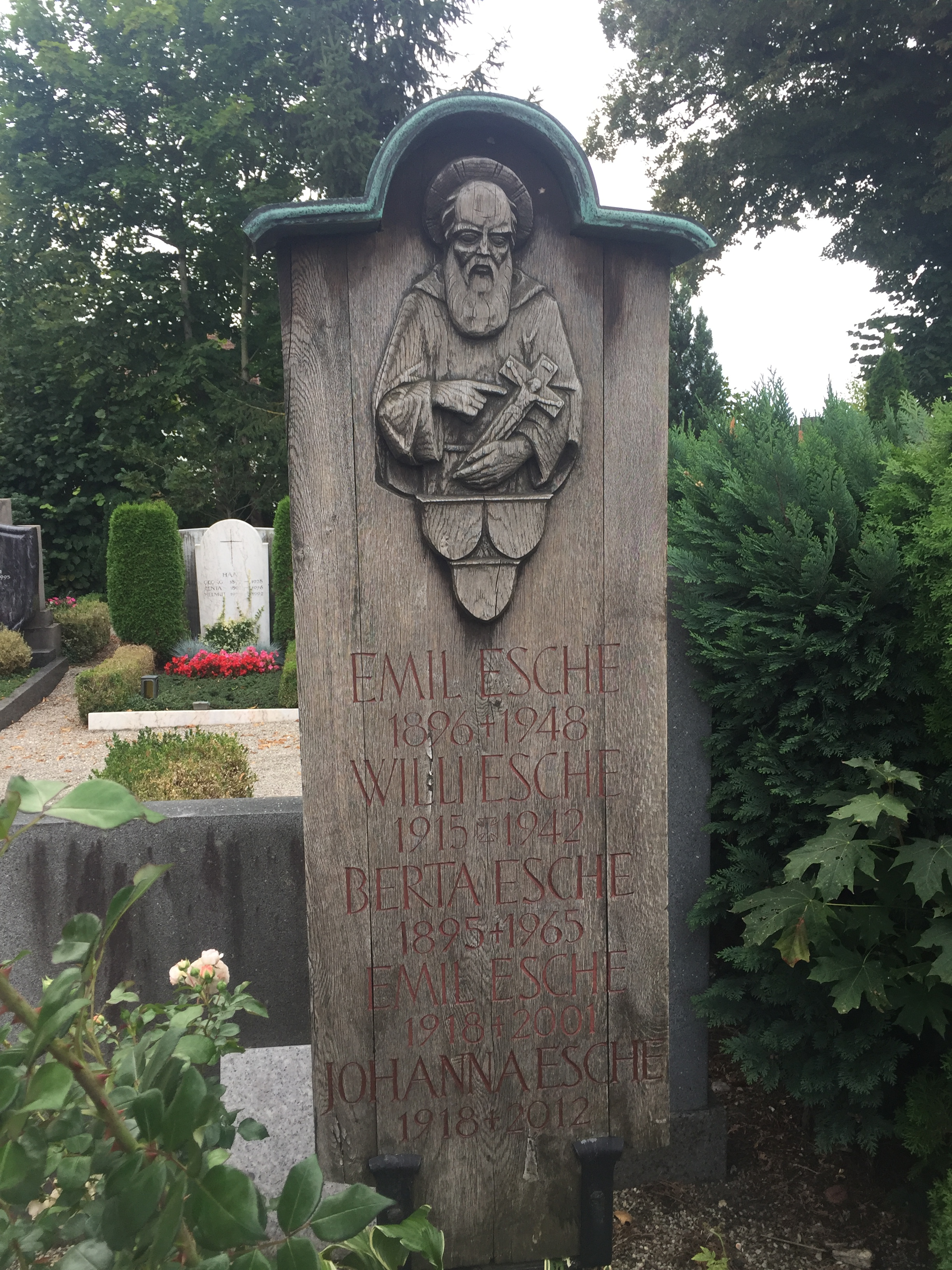
Grabmal von Emil Esche auf dem Friedhof Kriegshaber

Im Jahr 1898 übersiedelte die Familie mit ihren drei Kindern zunächst nach Miesbach und schließlich in die bayerisch-schwäbische Gemeinde Kriegshaber bei Augsburg, die damals noch eigenständig war. Dort ging Emil ab 1902 zur Schule. Im folgenden Jahr, als er sieben Jahre alt war, starb seine Mutter. Von da an wuchs er mit seinen beiden Brüdern Johannes und Franz bei den Pflegeeltern seiner Mutter, Franz und Anna Rosenmeier, in der Bergstraße in Kriegshaber auf. Von 1910 bis 1913 absolvierte Esche eine Ausbildung zum Dekorationsmaler. Er konnte diesen Beruf jedoch nicht lange ausüben, denn ab September 1915 musste er als Soldat des Königreichs Bayern am Ersten Weltkrieg teilnehmen. Er geriet in französische und amerikanische Kriegsgefangenschaft und kehrte erst 1919 nach Augsburg zurück.
Esche entschied sich dafür, sich vom erlernten Beruf abzuwenden und sich als Kunstmaler ganz der Malerei zu widmen. Zunächst studierte er an der Augsburger Werkkunstschule bei Karl Rupflin, anschließend an der Akademie der Bildenden Künste in München bei Franz Klemmer. Ab 1923 war Esche hauptberuflich als Kunstmaler in Augsburg tätig und betrieb ab 1930 ein Atelier in der Mittleren Osterfeldstraße, wo er mit seiner Familie wohnte. Im Zweiten Weltkrieg geriet sein Atelier bei einem Luftangriff am 25./26. Februar 1944 in Brand, wodurch einige seiner Werke zerstört oder beschädigt wurden.
Wenige Tage vor Vollendung seines 52. Lebensjahres starb Emil Esche am 23. August 1948 an den Folgen einer Krankheit. Er fand seine letzte Ruhestätte auf dem katholischen Friedhof in Augsburg-Kriegshaber, wo sein Grab erhalten ist. Der Augsburger Bildhauer Sepp Mastaller, ebenfalls Mitglied der Künstlervereinigung „Die Ecke“, schuf sein Grabmal aus Holz mit einer Darstellung des Konrad von Parzham.

## Werk
Die Motive Esches waren vorwiegend Stadtansichten und Landschaften, das bäuerliche Leben, aber auch religiöse Szenen, die er in Ölgemälden und Aquarellen festhielt. Manche seiner Werke wurden von der Stadt Augsburg angekauft, zudem erhielt er Aufträge von öffentlichen und kirchlichen Stellen. Von seinen Fassadenmalereien an Augsburger Häusern sind einige erhalten.
Im Treppenhaus des Höhmannhauses, heute Sitz der zeitgenössischen Städtischen Kunstsammlungen Augsburg, führte Esche 1934 gemeinsam mit Otto Michael Schmitt die aufgrund eines Wasserschadens erforderlich gewordenen umfangreichen Restaurierungsarbeiten an dem wertvollen barocken Deckengemälde Sturz des Phaeton und Verwandlung der Heliaden des bekannten Augsburger Freskanten Johann Josef Anton Huber aus dem Jahr 1764 aus.
Zu den sakralen Werken des Künstlers gehören unter anderem die Kreuzwegbilder in der Kirche Mariä Heimsuchung in Berg im Gau. Die Ausgestaltung des Altarbildes einer Konrad von Parzham geweihten Hofkapelle in Mehrenstetten (heute ein Ortsteil von Haldenwang) zählt zu seinen letzten Werken.
Esche war Mitglied der Augsburger Künstlervereinigung „Die Ecke“ und nahm an deren Ausstellungen im Schaezlerpalais und im Goldenen Saal des Augsburger Rathauses teil. Er wurde mit dem Kunstpreis der Stadt Augsburg geehrt.

## Familie
Emil Esche war seit dem 15. September 1917 mit der Damenschneiderin Berta Wiedemann verheiratet und war Vater von vier Kindern. Sein künstlerischer Nachlass befindet sich teilweise im Besitz seiner Nachfahren.

## Posthume Ehrungen

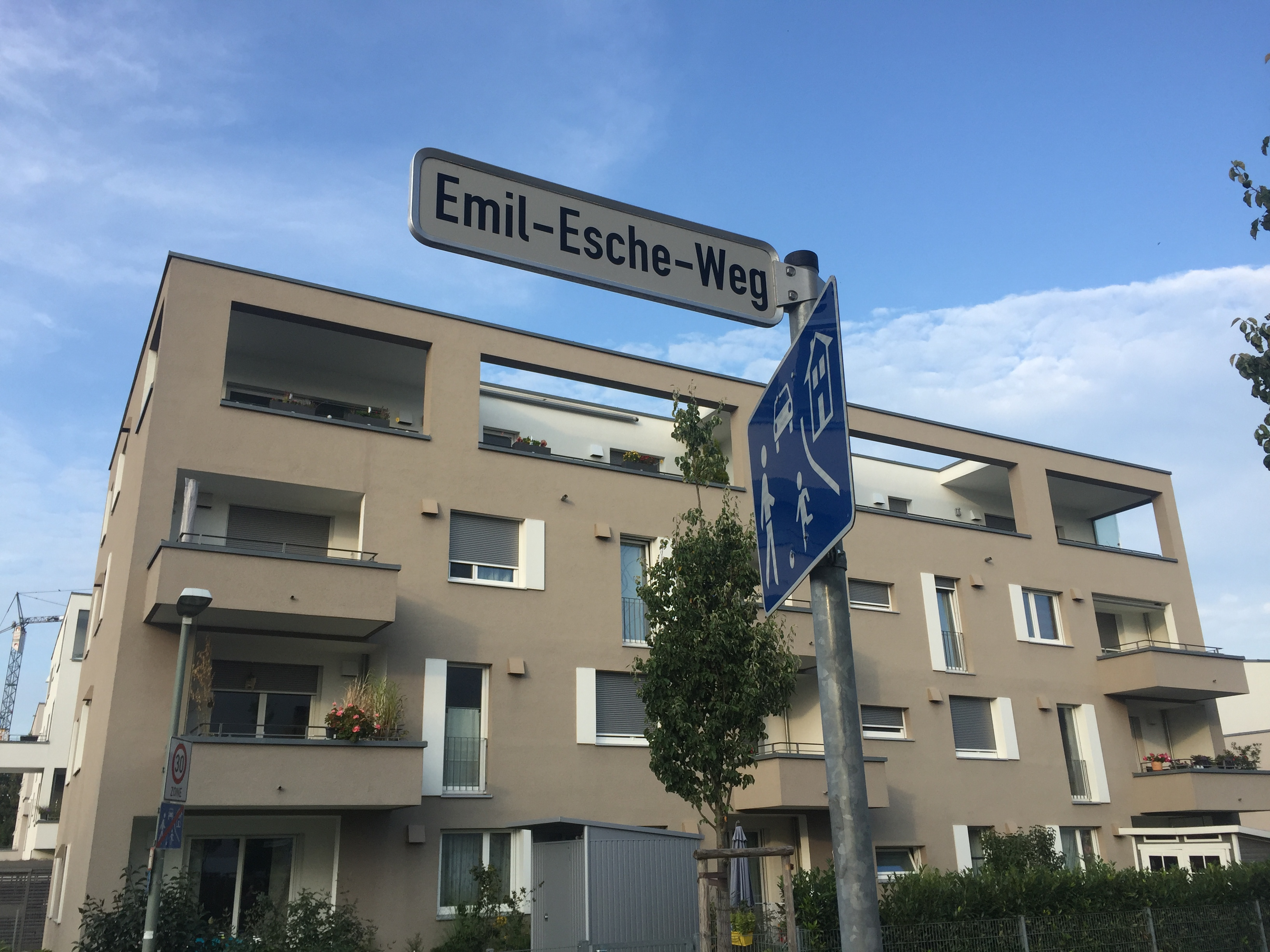
Straßenschild Emil-Esche-Weg

Bei der Großen Schwäbischen Kunstausstellung, die die Augsburger Künstlervereinigung „Die Ecke“ im Juni/Juli 1949 im Augsburger Schaezlerpalais durchführte, wurden zahlreiche Werke Esches zum Gedächtnis an den im Vorjahr verstorbenen Künstler ausgestellt. 
Im Oktober 2008 organisierte die katholische Pfarrei St. Raphael in Steppach (Stadt Neusäß) eine Kunstausstellung mit mehr als 50 Esche-Gemälden, hauptsächlich von schwäbischen Landschaften und Ortschaften im Westen Augsburgs.
Im Neubaugebiet auf dem Gelände der ehemaligen Reese-Kaserne in Augsburg-Kriegshaber wurde 2012 der Emil-Esche-Weg nach ihm benannt.
Von Juni bis September 2015 wurden in Mertingen bei Donauwörth Esches Werke im Rahmen einer Gedächtnisausstellung gezeigt, die der Freundeskreis „Professor Klemmer und seine Schüler“ organisiert hatte.

## Werke (Auswahl)

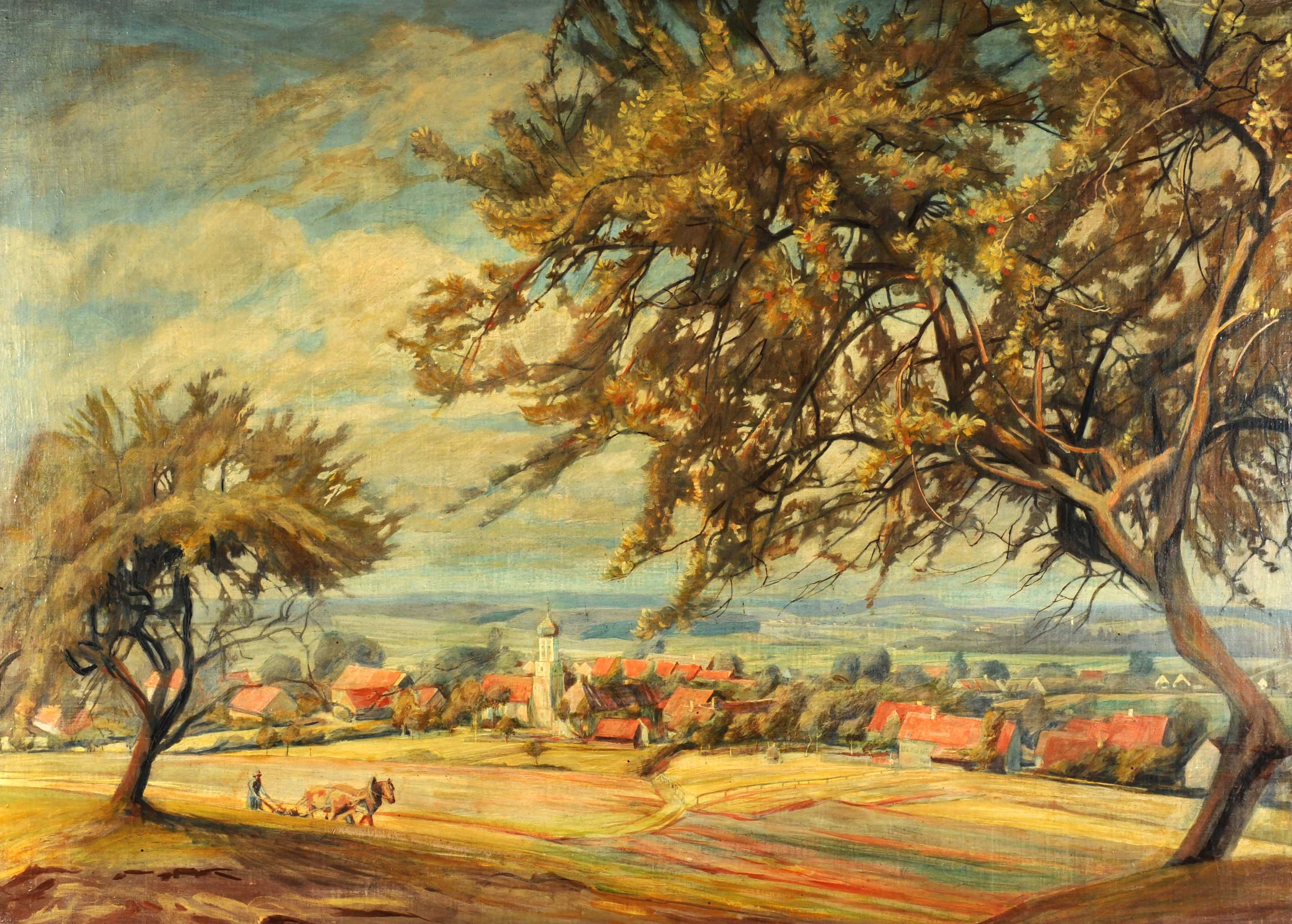
Schwäbische Landschaft

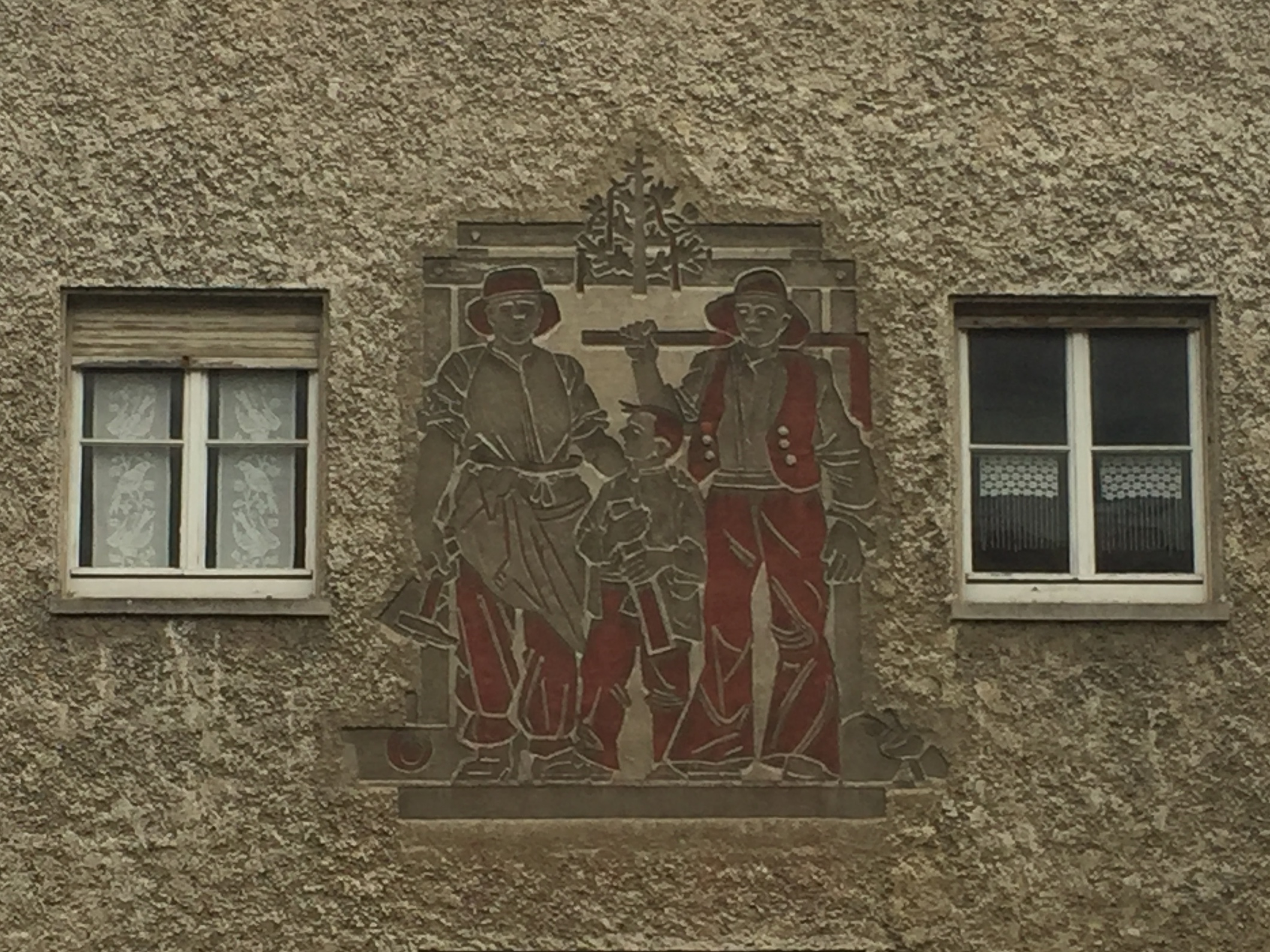
Fassadenbemalung in Augsburg-Pfersee

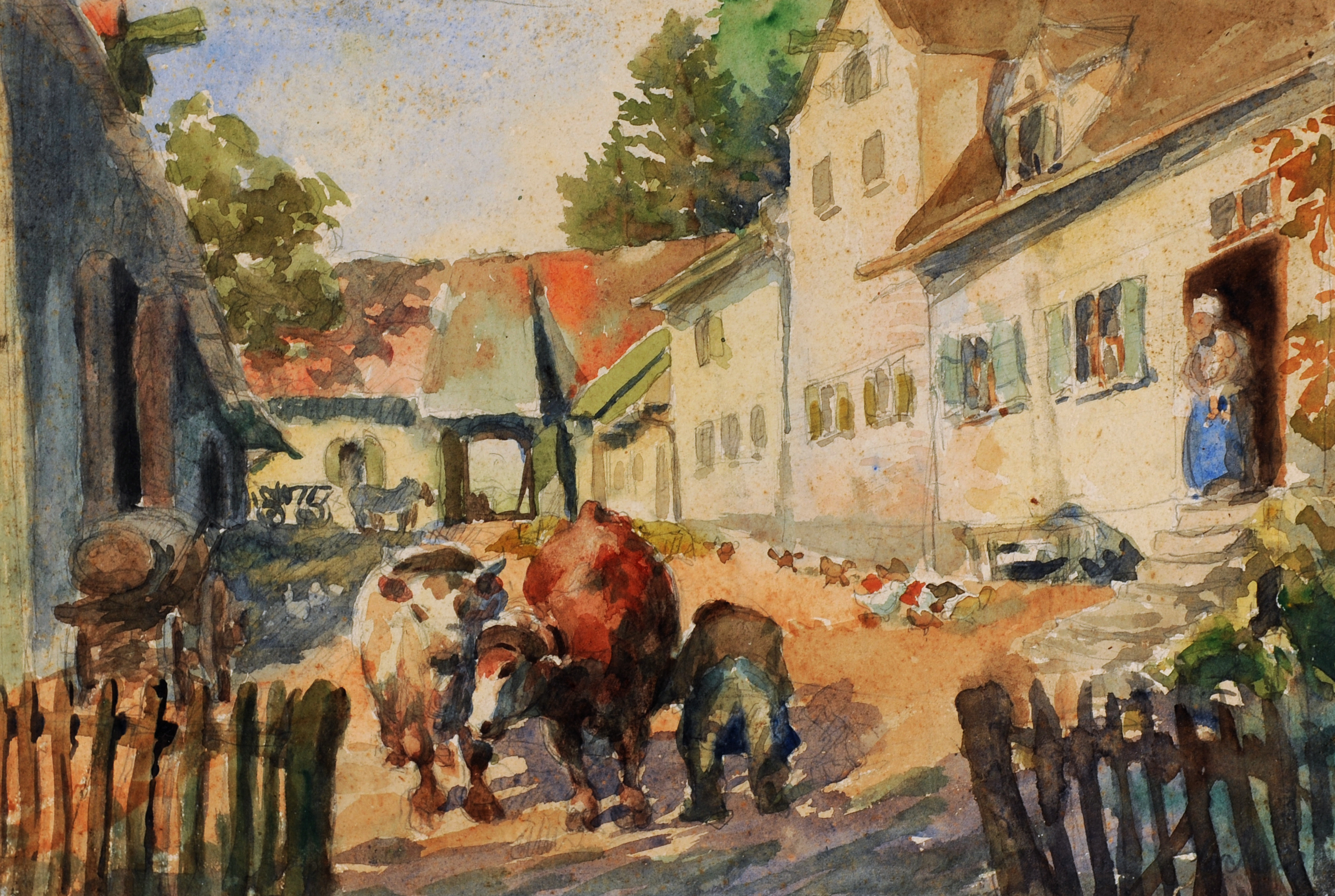
Bäuerliche Szene

- Sonnenblumen in Vase, Öl auf Holzplatte, 1942
- Stilleben mit Klatschmohn und Kornblumen, Öl auf Leinwand
- Seitenaltar einer Kirche, Öl auf Leinwand
- Augsburg, Öl auf Leinwand
- Rommelsried, Öl auf Leinwand
- Bauernhof, Aquarell
- Der selige Bruder Konrad und sein Leben, Altarbild in Mehrenstetten
- Kreuzweg in der Pfarrkirche Mariä Heimsuchung, Berg im Gau
- Christophorus, Fassadenbemalung, Gieseckestraße 16/Ecke Kriegshaberstraße, Augsburg-Kriegshaber
- Fassadenbemalung, Schillstraße, Augsburg-Lechhausen
- Fassadenbemalung, Stadtberger Straße 69, Augsburg-Pfersee